# La Iglesia (Valle de Villaverde)
La Iglesia es una localidad del municipio de Valle de Villaverde (Cantabria, España). La localidad está situada a 152 metros de altitud, y en el año 2008 contaba con una población de 17 habitantes (INE).
- Datos: Q5963839